# Municipio de Jefferson (condado de Logan)
El municipio de Jefferson (en inglés: Jefferson Township) es un municipio ubicado en el condado de Logan en el estado estadounidense de Ohio. En el año 2010 tenía una población de 2912 habitantes y una densidad poblacional de 29,8 personas por km².

## Geografía
El municipio de Jefferson se encuentra ubicado en las coordenadas 40°21′59″N 83°40′10″O / 40.36639, -83.66944. Según la Oficina del Censo de los Estados Unidos, el municipio tiene una superficie total de 97.72 km², de la cual 97.45 km² corresponden a tierra firme y (0.28%) 0.27 km² es agua.

## Demografía
Según el censo de 2010, había 2912 personas residiendo en el municipio de Jefferson. La densidad de población era de 29,8 hab./km². De los 2912 habitantes, el municipio de Jefferson estaba compuesto por el 96.12% blancos, el 0.79% eran afroamericanos, el 0.24% eran amerindios, el 0.89% eran asiáticos, el 0.17% eran isleños del Pacífico, el 0.17% eran de otras razas y el 1.61% pertenecían a dos o más razas. Del total de la población el 0.96% eran hispanos o latinos de cualquier raza.